# Jordan King

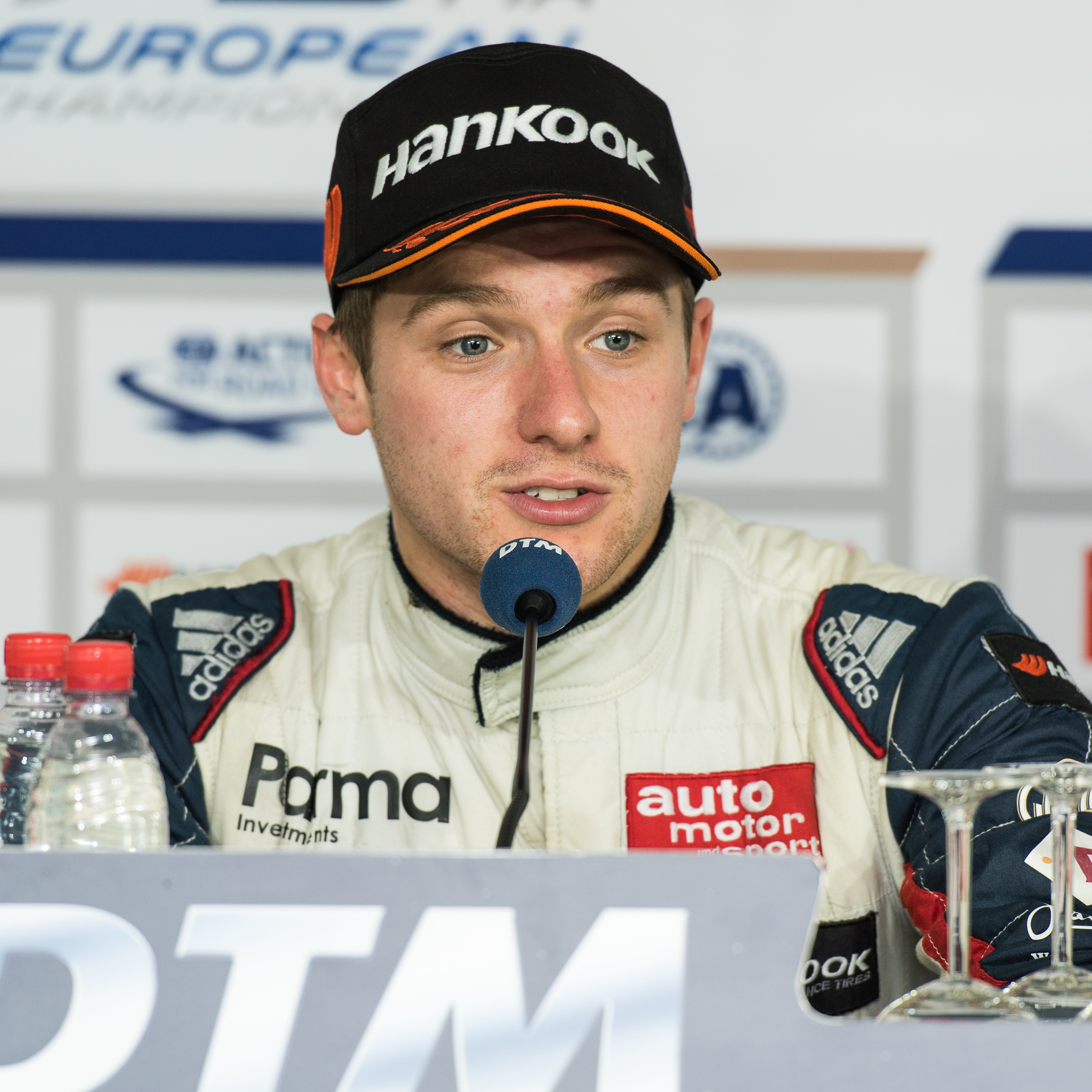
Jordan King in 2014

Jordan King (Harbury, 26 februari 1994) is een Brits autocoureur.

## Carrière
King begon zijn autosportcarrière in 2005 in het karten, waar hij tot 2010 bleef rijden. Onder andere werd hij in 2009 Aziatisch-Pacifisch KF3-kampioen.
In 2010 maakte King zijn debuut in het formuleracen in de seizoensfinale van de Formule Palmer Audi. King behaalde hier een poleposition en finishte uiteindelijk als tweede, waardoor hij als 23e in het kampioenschap eindigde. Aansluitend stapte hij over naar Manor Competition en nam hij deel aan de Britse Formule Renault Wintercup, waar hij als vijftiende in het kampioenschap eindigde.
In 2011 nam King deel aan het hoofdkampioenschap van de Britse Formule Renault voor Manor Competition. Hij eindigde het kampioenschap als achtste met één podiumplaats op het Croft Circuit. Ook neemt King deel aan de Formule 2 in 2011 in zes raceweekenden. Hij is daarmee de jongste coureur in dit kampioenschap. Aan het einde van 2009 nam hij voor het eerst deel aan testritten van de Formule 2.
In de winter van 2012 nam King deel aan de Toyota Racing Series voor M2 Competition. Met één overwinning op het Taupo Motorsport Park eindigde hij als vijfde in het kampioenschap. Daarna stapte King over naar de Formule Renault 2.0 NEC en de Eurocup Formule Renault 2.0, waar hij uitkwam voor Manor MP Motorsport. In de NEC werd hij met één overwinning op het Circuit Park Zandvoort tweede achter Jake Dennis, terwijl hij in de Eurocup met één podiumplaats op de Hungaroring dertiende werd in het kampioenschap.
In 2013 maakte King zijn debuut in de Formule 3 in zowel het Britse als het Europees Formule 3-kampioenschap voor Carlin. In het Britse kampioenschap werd hij met drie overwinningen en vijf andere podiumplaatsen kampioen met 176 punten. In het Europees kampioenschap werd hij met twee podiumplaatsen zesde in het kampioenschap met eveneens 176 punten.
In 2014 bleef King in de Europese Formule 3 rijden voor Carlin. Met zeven podiumplaatsen werd hij zevende in het kampioenschap met 217 punten.
In 2015 stapte King over naar de GP2 Series, waar hij uitkwam voor het team Racing Engineering. Daarnaast was hij ontwikkelingscoureur bij het Formule 1-team Manor. In de GP2 behaalde hij één podiumplaats op Spa-Francorchamps en eindigde mede hierdoor als twaalfde in het kampioenschap met 60 punten.
In 2016 bleef King in de GP2 rijden voor Racing Engineering. Op de Red Bull Ring behaalde hij zijn eerste overwinning en hier voegde hij tijdens zijn thuisrace op Silverstone een tweede overwinning aan toe. Hij eindigde het seizoen met 122 punten op de zevende plaats in de eindstand. Naast zijn GP2-seizoen bleef hij ook testcoureur bij Manor, bij wie hij tijdens de Grand Prix van de Verenigde Staten zijn debuut maakte in een vrije training.
In 2017 reed King een derde seizoen in de GP2, wat de naam had veranderd naar Formule 2. Hierin stapte hij over naar het team MP Motorsport. Hij eindigde in de eerste helft van het seizoen in iedere race in de punten met een vierde plaats in de seizoensopener op het Bahrain International Circuit als beste resultaat. Naarmate het kampioenschap vorderde, zakte hij weg en uiteindelijk eindigde hij op de elfde plaats in het klassement met 62 punten.
In 2018 maakte King de overstap naar de Amerikaanse IndyCar Series, waar hij bij het team Ed Carpenter Racing deelnam aan alle straten- en circuitraces van het kampioenschap. Zijn beste resultaat was een elfde plaats op het Stratencircuit Toronto, maar aangezien hij niet deelnam aan alle races, eindigde hij het seizoen slechts op de 22e plaats in de eindstand met 175 punten.
In 2019 keert King terug naar de Formule 2, waarin hij opnieuw uitkomt voor MP Motorsport.

## Totale Formule 1-resultaten
| Seizoen | Inschrijving     | Chassis     | Motor                         | 1   | 2   | 3   | 4   | 5   | 6   | 7   | 8   | 9   | 10  | 11  | 12  | 13  | 14  | 15  | 16  | 17  | 18     | 19  | 20  | 21     | Pos | Punten |
| ------- | ---------------- | ----------- | ----------------------------- | --- | --- | --- | --- | --- | --- | --- | --- | --- | --- | --- | --- | --- | --- | --- | --- | --- | ------ | --- | --- | ------ | --- | ------ |
| 2016    | Manor Racing MRT | Manor MRT05 | Mercedes PU106C Hybrid 1.6 V6 | AUS | BHR | CHN | RUS | SPA | MON | CAN | EUR | OOS | GBR | HON | DUI | BEL | ITA | SIN | MAL | JPN | VST TC | MEX | BRA | ABU TC | -   | -      |